# خاکاسیا

جمهوری خاکاسیا در نقشهٔ روسیه.

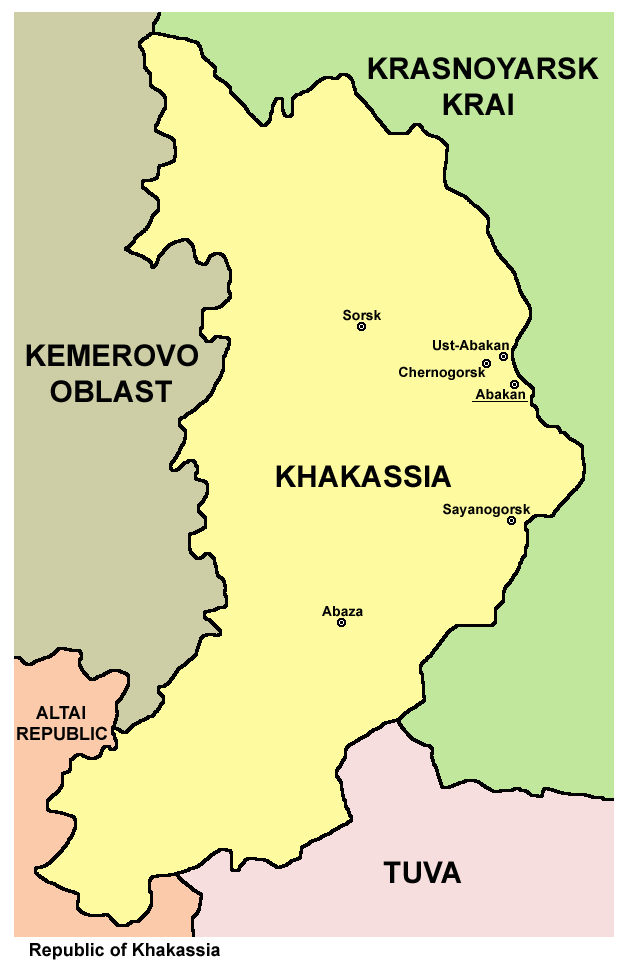

خاکاسیا (به انگلیسی: The Republic of Khakassia)(به روسی: Респу́блика Хака́сия, Respublika Khakasiya) یکی از جمهوری‌های روسیه واقع در بخش جنوبی سیبری مرکزی است.
پایتخت آن شهر آباکان است.